# ژیلا صادقی
ژیلا صادقی نیارکی (زادهٔ ۲۲ شهریور ۱۳۵۲) مجری تلویزیونی و بازیگر اهل ایران است.

## زندگی‌
ژیلا صادقی نیارکی در ۲۲ شهریور ۱۳۵۲ در تهران زاده شد. او دانش‌آموخته رشته گرافیک از دانشگاه آزاد اسلامی است. وی پیش از گویندگی در واحد دوبلاژ، در آموزش و پرورش تدریس می‌کرد و در سال ۱۳۷۰ در آزمون تلویزیون قبول شد. اما پس از وقفه‌ای، از سال ۱۳۷۸ به عنوان مجری خبر در شبکه یک مقابل دوربین رفت و در طول این سال‌ها بازی در چند مجموعه تلویزیونی و فیلم را نیز تجربه کرد.
وی از نخستین مجریان زن ایرانی بود که وارد تلویزیون شد. رسانه‌ها بازگشت او را قدمی مثبت در رونق گرفتن دوباره تلویزیون توصیف کردند. او سبک متفاوتی در اجرا دارد و به پوشیدن لباس‌های رنگی و اجرای پرحرارت با حرکت زیاد دستان و راه رفتن در استودیو شناخته می‌شود. ژیلا صادقی در تلویزیون با مانتو و روسری‌های رنگی و در جاهای لازم با چادر برنامه اجرا می‌کند.
صادقی پس از چهار سال دوری از تلویزیون، ۲۶ دی ۱۴۰۲ به تلویزیون برگشت و به‌خاطر پوششی که به تن داشت و حرف‌های جنجالی‌اش دربارهٔ رضا پهلوی با واکنش‌های فراوانی روبه‌رو شد.
صادقی از سال ۱۳۹۳ آموزشگاهی برای آموزش فن بیان راه‌ انداخته است.

## حاشیه‌ها
صادقی نزدیک به سه سال به دلیل اختلاف سلیقه با مدیران تلویزیون برنامه اجرا نمی‌کرد و در خارج ایران از جمله آمریکا زندگی می‌کرد. او در سال ۱۴۰۳ در برنامه برمودا در شبکه نسیم اعلام کرد شهروند آمریکاست.
او همچنین از آزاده نامداری به دلیل علنی کردن موضوع کتک خوردن از همسرش فرزاد حسنی انتقاد کرد.

## فیلم‌شناسی

### سریال
| سال  | نام سریال        | کارگردان      |
| ---- | ---------------- | ------------- |
| ۱۳۷۶ | شن‌های کف رودخانه | یوسف سیدمهدوی |
| ۱۳۷۷ | روزهای زندگی     | سیروس مقدم    |
| ۱۳۸۰ | زیر آسمان شهر    | مهران غفوریان |
| ۱۳۸۱ | دردسرهای طلایی   | شاپور قریب    |
| ۱۳۸۲ | هزاران چشم       | کیانوش عیاری  |
| ۱۳۸۲ | آینه عشق         | محمدتقی رنجبر |
| ۱۳۸۳ | بادهای موسمی     | هادی نامور    |

### فیلم
| سال  | نام فیلم            | کارگردان         | نقش           |
| ---- | ------------------- | ---------------- | ------------- |
| ۱۳۸۰ | بی همتا             | جهانگیر جهانگیری |               |
| ۱۳۸۳ | خیلی دور خیلی نزدیک | سیدرضا میر کریمی |               |
| ۱۳۸۴ | به خاطر سوگند       | سیدرحیم حسینی    |               |
| ۱۳۸۸ | آتش‌بس در بیمارستان  | اصغر نصیری       |               |
| ۱۳۹۴ | من سالوادور نیستم   | منوچهر هادی      | مجری تلویزیون |

### مجری تلویزیون
| سال  | نام برنامه               | تهیه‌کننده                       | شبکه   |
| ---- | ------------------------ | ------------------------------- | ------ |
| ۱۳۷۸ | کاپیتولاسیون             | پیامی                           | ۴      |
| ۱۳۷۹ | جهان در مطبوعات امروز    | حسین خمسه                       | ۴      |
| ۱۳۸۰ | جاذبه‌ها                  | رضوی                            | خبر    |
| ۱۳۸۰ | رنگ جوانی                | کرد                             | جام جم |
| ۱۳۸۱ | سپید                     | جمشید بیات ترک                  | ۴      |
| ۱۳۸۱ | مهد قرآن (نور)           | مسعود عسگری                     | ۲      |
| ۱۳۸۱ | هشت فصل عشق              | مجتبی شهدادی                    | ۲      |
| ۱۳۸۲ | یادماندگار               | مجتبی شهدادی                    | ۲      |
| ۱۳۸۲ | راز خورشید               | مجتبی شهدادی                    | ۲      |
| ۱۳۸۳ | بیدار شو آفتاب شد        | معصومی                          | ۲      |
| ۱۳۸۳ | موج                      | وکیلی                           | ۲      |
| ۱۳۸۴ | موج نو                   | غفارزاده                        | ۲      |
| ۱۳۸۴ | گل بیار گل ببر           | سیدمحمد هاشمی اصل               | ۳      |
| ۱۳۸۴ | با تو، ورود آقایان ممنوع | سیدمحمد هاشمی اصل               | ۳      |
| ۱۳۸۵ | ویژه برنامه تحویل سال نو | محمد صالح علا                   | ۳      |
| ۱۳۸۵ | خانه مهر                 | یمینی                           | ۳      |
| ۱۳۸۵ | صمیمانه                  | احمدرضا داوری                   | ۱      |
| ۱۳۸۵ | الفبای مهربانی           | سید کاظم احمدزاده               | ۳      |
| ۱۳۸۷ | من خوبم تو خوبی          | قریشی                           | جام جم |
| ۱۳۸۷ | خانه من خانه تو          | سید محمد هاشمی اصل              | ۳      |
| ۱۳۸۸ | ویژه برنامه تحویل سال نو | سیدمحمد هاشمی اصل               | ۳      |
| ۱۳۸۸ | خانه فیروزه‌ای            | سیدمحمد هاشمی اصل               | ۳      |
| ۱۳۸۸ | دانه‌های عشق              | سیدمحمد هاشمی اصل               | ۳      |
| ۱۳۸۸ | تابستانه                 | رضی                             | جام جم |
| ۱۳۸۸ | آبی آسمونی               | علی حجازی                       | ۳      |
| ۱۳۸۸ | ماه آسمونی               | محمد صدری                       | جام جم |
| ۱۳۸۸ | لحظه دیدار               | علی اکبری                       | جام جم |
| ۱۳۹۴ | فرش بهشت                 | محمد قنبری                      | ۵      |
| ۱۳۹۴ | آب و آیینه               | علی زاهدی                       | ۳      |
| ۱۳۹۴ | خوبی از خودتونه          | سمانه فراهانی                   | ۲      |
| ۱۳۹۴ | مهر محمد                 | مقداد مؤمن‌نژاد و مجید خواجه‌نژاد | ۱      |
| ۱۳۹۵ | سالی نو                  | محمد قنبری                      | ۵      |
| ۱۳۹۵ | تمام ماه                 | احسان ارغوانی                   | ۲      |
| ۱۳۹۶ | نگی که نگفتی             | مجتبی احمدی                     | ۲      |
| ۱۳۹۷ | اینک بهار                | محمدرضا رضاییان                 | ۲      |
| ۱۴۰۲ | سلام صبح بخیر            | سعید پروینی                     | ۳      |